# Arado Ar 196
L'Arado Ar 196 est un hydravion de reconnaissance, avion embarqué standard de la Kriegsmarine durant la Seconde Guerre mondiale. Très apprécié par ses pilotes, il reste considéré comme un des meilleurs appareils de sa catégorie, surclassant les appareils similaires utilisés par les Alliés.

## Origine et développement

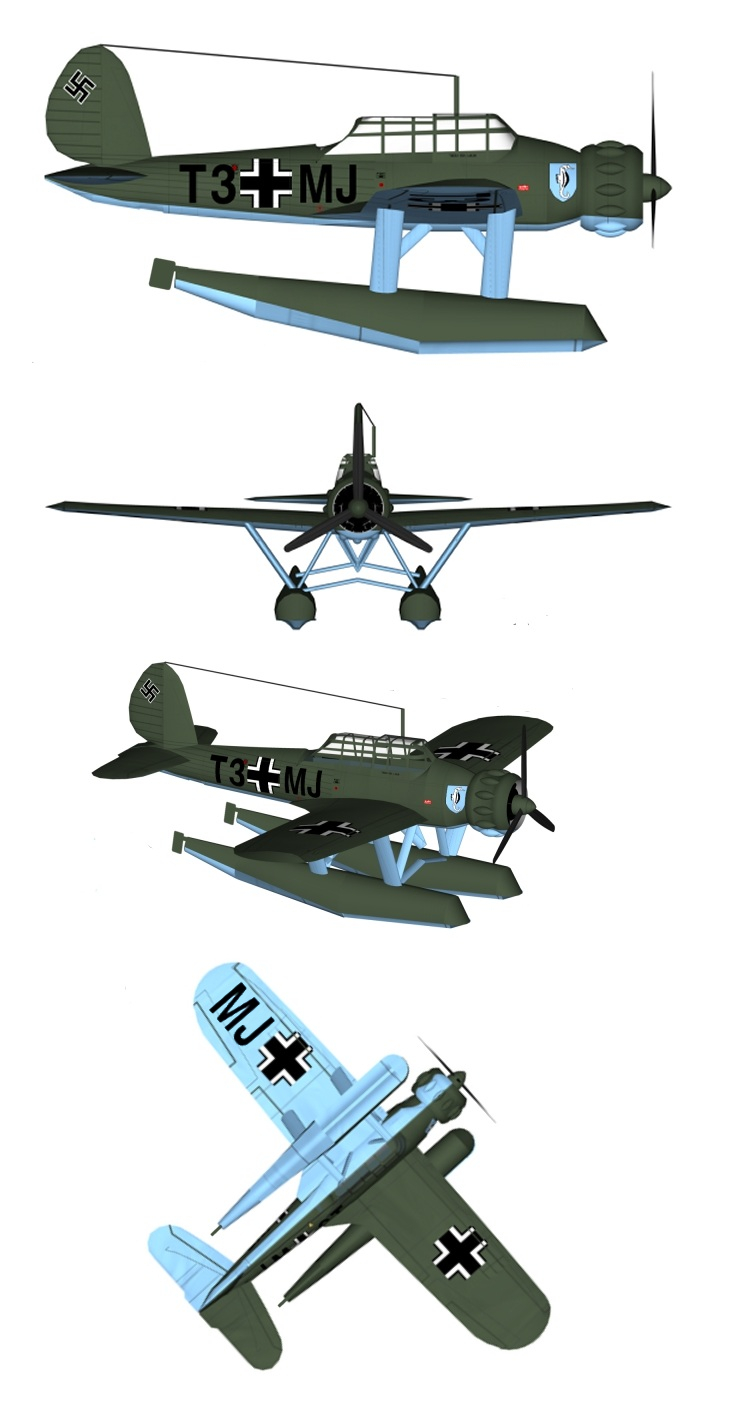
Arado Ar 196 sous plusieurs vue.

En 1935, le RLM demanda à Heinkel de lui proposer un hydravion de reconnaissance catapultable pour remplacer le biplan Heinkel He 60 des Bordfliegerstaffeln. Mais le sesquiplan He 114, handicapé par le moteur en étoile BMW 132 pour lequel il n’avait pas été conçu, et affligé de performances marines médiocres, fut finalement refusé par la Kriegsmarine. À l’automne 1936, le Technische Amt publiait un nouveau programme pour un hydravion de reconnaissance catapultable. Le programme était assez vague, spécifiant uniquement l’utilisation du moteur BMW 132, et la fourniture de prototypes à flotteur central et à flotteurs en catamaran pour essais comparatifs. Si Heinkel ne présenta pas de candidature, estimant pouvoir améliorer son He 114, Dornier, Gothaer Waggonfabrik, et Focke-Wulf proposèrent des projets biplans, Arado un monoplan. L’appareil dessiné par Walter Blume se présentait comme un monoplan biplace en tandem, le fuselage étant construit en tubes d’acier avec revêtement entoilé à l’arrière tandis que la voilure bilongeron, repliable le long du fuselage, était entièrement métallique. La formule de ce dernier devant lui assurer de meilleures performances, le RLM commanda 4 prototypes. Le futur appareil fut désigné Ar-196 non pas pour indiquer une évolution de l’Ar 96, mais parce que l’avion était destiné à équiper le groupe aéronaval 196. Par conservatisme autant que par sécurité, le RLM passa aussi commande de deux prototypes Focke-Wulf Fw 62 biplans.
Les quatre prototypes furent équipés du moteur 9 cylindres en étoile BMW 132Dc de 880 ch entraînant une hélice bipale. Les deux premiers, Ar 196 V-1 [D-IEHK] et V-2 [D-IHQI], furent réalisés en catamaran (Ar 196A), chaque flotteur constituant un réservoir de carburant de 300 litres. Le premier vol ayant lieu courant mai 1937. Les deux derniers, Ar 196 V-3 [D-ILRE] et V-4 [D-OVMB] reçurent un flotteur central (Ar 196B) et des stabilisateurs en bout de voilure, le V-4 étant destiné aux essais d’armement. Il reçut donc 2 canons MG FF de 20 mm en voilure, une MG 17 fixe de 7,92 mm plaquée le long du côté droit du fuselage et une MG 15 de 7,92 mm en pivot arrière.
Au cours des essais de forte houle à Travemünde, le V-4 fut victime d’une rupture de bâti-moteur, entraînant un début d’incendie et la destruction du prototype. Il fut remplacé rapidement par un nouveau prototype, Ar 196 V-5 [D-IPOD] équipé d’un moteur BMW 132K de 947 ch entraînant une hélice tripale à pas variable. Une hélice tripale du même type fut par la suite montée sur le V-1 pour essais comparatifs et le BMW 132K sera retenu pour les versions de série.
Livrés au cours de l’été 1937, les monoplans Arado se révélèrent meilleurs que les biplans Focke-Wulf trimarans, mais les deux versions du premier affichaient des performances comparables. Le catamaran ne fut retenu que parce que plus compatible avec les catapultes.

## Production
541 appareils de série furent construits, dont 401 sortirent des usines Arado. En France, la SNCAO de Saint-Nazaire fut intégrée à la production à partir de 1942, produisant seulement 23 cellules A-3 jusqu’en 1943, tandis que Fokker à Amsterdam fut chargé exclusivement de construire la version A-5 (91 appareils).

## Versions
- Ar 196A-0 : Présérie de 10 appareils armés d’une seule MG 15 arrière et de 2 lance-bombes de 50 kg. Livraison entre novembre et décembre 1938.
- Ar 196A-1 : 20 appareils destinés à équiper les navires de la Kriegsmarine équipés de catapultes. Les premiers exemplaires sortirent d’usine en novembre 1938 ; versés en juin 1939 au 5./BFlGr 196 ils furent embarqués sur les navires Admiral Graf Spee, Deutschland, Scharnhorst, Gneisenau, Admiral Scheer, Lützow, Tirpitz, Bismarck, Admiral Hipper et Prinz Eugen.
- Ar 196A-2 : Patrouilleur côtier dont la production fut lancée en novembre 1939. Armé de deux canons MG FF de 20 mm dans la voilure, une MG 17 fixe et un jumelage de MG 15 arrière, il pouvait aussi emporter 2 bombes de 50 kg.
- Ar 196A-3 : Évolution du précédent et principale version de série avec nouvel équipement radio, structure renforcée et hélice tripale VDM à pas variable. Produit en série après l'Ar 196A-4, ce modèle entra en service au KüFlGr 706.
- Ar 196A-4 : Version catapultable du A-3, produite à 24 exemplaires dès décembre 1940 pour remplacer les A-1.
- Ar 196A-5 : Dernière version de série, nouvel équipement radio et jumelage MG 81Z de 7,92 mm sur pivot arrière. 91 exemplaires, produits exclusivement par Fokker entre avril 1943 et août 1944.
- Ar 196B-0 : Présérie à flotteur central, 5 appareils livrés fin 1938 pour évaluation par les unités de reconnaissance côtière.
- Ar 196C : Projet d’évolution aérodynamique abandonné en 1941.

## Utilisateurs
- Reich allemand : Les Bordfliegerstaffeln 1./196 de Wilhelmshaven et 5./196 de Kiel-Holtenau furent les premiers à recevoir cet appareil dont les premières sorties opérationnelles devaient être réalisées depuis le cuirassé de poche Graf Spee. Au cours de son raid en Atlantique au printemps 1941 le Bismarck utilisa ses Ar 196 pour échapper aux Catalinas de la RAF qui le recherchaient.

Le 5 mai 1940 le Lt Günther Mehrens, pilotant un Ar 196A-3 du 1./KFlGr 706 localisa le sous-marin britannique HMS Seal dans le Kattegat alors qu’il mouillait des mines et l’attaqua au canon et à la bombe. Gouvernail de plongée endommagé, le sous-marin dut se rendre. Mehrens se posa le long du sous-marin, prit à son bord le commandant du navire, le Lieut-Cdr R.Lonsdale, et le ramena prisonnier à Aalborg tandis que le sous-marin britannique était pris en remorque par la marine allemande jusqu'au port de Frederikshavn.
À partir de 1941 l'Ar 196 fut utilisé sur tous les secteurs côtiers. On le trouva en nombre très important en Méditerranée ou il assurait l’escorte des convois de l’Axe. Il équipa les escadrilles côtières 2., 3., 4. et 5./SAGr 126, le Stab/SAGr 127, les 1. et 2./SAGr 128, 1. et 2./SAGr 130, 2./SAGr 131 et 2./SAGr 132. Reçurent également quelques appareils, mais en dotation incomplète, les SAGr 125, 1. et 3./KG 200 et le III./KG 100.
- Bulgarie : 12 appareils livrés au cours de l’été 1943 pour assurer la surveillance maritime dans le secteur de Varna, sous contrôle du SAGr 125 allemand. 8 appareils étaient toujours en service le 8 septembre 1944.
- Finlande : Utilisé pour déposer des patrouilles de reconnaissance et des forces spéciales derrière les lignes ennemies, plusieurs hommes équipés s’entassant à l’arrière du fuselage.
- Norvège : Victime d’un hydravion norvégien Høver M.F. 11 (en) le 8 avril 1940, un Ar 196A-1 catapulté par le croiseur Admiral Hipper aux premières heures de la campagne de Norvège fut capturé à Lyngstad. Remorqué jusqu’à Kristiansund par un torpilleur, il fut utilisé par la Marine Royale Norvégienne jusqu’à son évacuation vers la Grande-Bretagne le 18 avril. Malheureusement pour la Royal Navy cet hydravion fut détruit sur accident alors qu’il était convoyé vers le centre d’essais en vol d’Helensburgh par un pilote britannique. À la fin de la guerre un autre Ar 196, abandonné sur une base norvégienne par la Luftwaffe, fut utilisé comme avion de liaison pendant une année par la Force aérienne royale norvégienne.
- Roumanie : Cet avion servit aussi dans les escadrilles côtières roumaines.

## Dans les musées
- Le Musée de l'aéronautique de Plovdiv, en Bulgarie, expose un Ar-196A-3 bulgare en très bon état.
- Le National Air and Space Museum présente un Ar 196A-5 qui équipait le croiseur Prinz Eugen.
- Le National Museum of Naval Aviation situé à Naval Air Station Pensacola conserve le second Ar-196A-5 du Prinz Eugen.
- Le musée historique de l'Aviation de Sola, en Norvège, possède les restes (fuselage) d'un Arado Ar-196 qui a été retrouvé sur l'épave du croiseur Blücher et ramené à la surface en 1994.

## Dans la littérature
- Dans l'album L'Étoile mystérieuse, Tintin aborde l'aérolithe à bord d'un Arado 196, hydravion de l'expédition à l'immatriculation non-conforme aux règles de l'aviation civile internationale : F.E.R.S. pour « Fonds Européen de Recherche Scientifique », sans indication de pays.
- Dans l'album Fantôme 3 ne répond plus ! de Dan Cooper, le héros est chargé de piloter au-dessus de la Finlande un Arado 196 embarquant des caméras de cinéma.
- Dans l'album Le vol du Wallenstein de la série Biggles, les antagonistes utilisent un Arado 196 peint intégralement en noir pour leurs recherches secrètes en Écosse.